# Кубок Украинской ССР по футболу 1955
16-й розыгрыш Кубка УССР состоялся с 1 по 19 июня 1955 года. Участие принимали 32 команды. Обладателем Кубка стал киевский «Машиностроитель».

## 1/16 финала
| Город          | Команда                            | Счёт | Команда                   |
| -------------- | ---------------------------------- | ---- | ------------------------- |
| Киев           | «Машиностроитель» (Киев)           | 2:1  | «Динамо» (Тернополь)      |
| Хмельницкий    | «Динамо» (Хмельницкий)             | 0:0  | Команда Станислава        |
| Хмельницкий    | «Динамо» (Хмельницкий)             | 1:0  | Команда Станислава        |
| Полтава        | «Колхозник» (Полтава)              | 2:0  | «Пищевик» (Смела)         |
| Киев           | «Локомотив» (Киев)                 | 3:1  | Команда Чернигова         |
| Сумы           | «Торпедо» (Сумы)                   | 3:1  | Команда Винницы           |
| Житомир        | «Динамо» (Житомир)                 | 4:0  | «Динамо» (Ровно)          |
| Дрогобыч       | «Нефтяник» (Дрогобыч)              | 3:2  | «Динамо» (Черновцы)       |
| Ужгород        | «Красная Звезда» (Ужгород)         | 4:2  | «Торпедо» (Львов)         |
| Сталино        | «Локомотив» (Артёмовск)            | 7:0  | «Урожай» (Кировоград)     |
| Харьков        | «Энергия» (Харьков)                | 0:1  | Команда Запорожья         |
| Кадиевка       | «Шахтёр» (Кадиевка)                | 2:0  | Команда Севастополя       |
| Днепропетровск | «Машиностроитель» (Днепропетровск) | 4:3  | Команда Евпатории         |
| Одесса         | «Металлург» (Одесса)               | +:-  | «Динамо» (Луцк)           |
| Харьков        | «Торпедо» (Харьков)                | 0:2  | «Авангард» (Херсон)       |
| Фастов         | «Торпедо» (Фастов)                 | 0:1  | «Металлург» (Горловка)    |
| Николаев       | «Красное Знамя» (Николаев)         | 3:4  | «Химик» (Днепродзержинск) |

## 1/8 финала
| Город     | Команда                  | Счёт | Команда                            |
| --------- | ------------------------ | ---- | ---------------------------------- |
| Полтава   | «Колхозник» (Полтава)    | 3:0  | «Локомотив» (Киев)                 |
| Сумы      | «Торпедо» (Сумы)         | 2:1  | «Динамо» (Житомир)                 |
| Киев      | «Машиностроитель» (Киев) | 2:1  | «Динамо» (Хмельницкий)             |
| Дрогобыч  | «Нефтяник» (Дрогобыч)    | 1:3  | «Красная Звезда» (Ужгород)         |
| Запорожье | Команда Запорожья        | 2:5  | «Локомотив» (Артёмовск)            |
| Кадиевка  | «Шахтёр» (Кадиевка)      | 3:0  | «Машиностроитель» (Днепропетровск) |
| Одесса    | «Металлург» (Одесса)     | 0:0  | «Авангард» (Херсон)                |
| Одесса    | «Металлург» (Одесса)     | 4:3  | «Авангард» (Херсон)                |
| Горловка  | «Металлург» (Горловка)   | 2:0  | «Химик» (Днепродзержинск)          |

## Четвертьфинал
| Город   | Команда                  | Счёт | Команда                |
| ------- | ------------------------ | ---- | ---------------------- |
| Полтава | «Колхозник» (Полтава)    | 0:2  | «Торпедо» (Сумы)       |
| Киев    | «Машиностроитель» (Киев) | 4:1  | «Нефтяник» (Дрогобыч)  |
| Сталино | «Локомотив» (Артёмовск)  | 7:1  | «Шахтёр» (Кадиевка)    |
| Одесса  | «Металлург» (Одесса)     | 2:1  | «Металлург» (Горловка) |

## Полуфинал
| Город   | Команда                 | Счёт | Команда                  |
| ------- | ----------------------- | ---- | ------------------------ |
| Сумы    | «Торпедо» (Сумы)        | 0:1  | «Машиностроитель» (Киев) |
| Сталино | «Локомотив» (Артёмовск) | 3:2  | «Металлург» (Одесса)     |

## Финал
| 19 июня 1955 года | \| «Машиностроитель» Киев \| 2:1 \| «Локомотив» Артёмовск \| | Киев                  |
| Машиностроитель: Рогачёв, Данилюк, Кашлык, Горбунов, Герасименко, Сёмин, Воробьёв, Романовский, Шевченко, Кушнир, Пономарёв Гл. тренер: Иосиф Лифшиц |                                                              |                       |
| «Машиностроитель» Киев | 2:1                                                          | «Локомотив» Артёмовск |